# Baglana
Baglana fu un piccolo regno Rajput in India, precisamente sulla principale rotta commerciale tra Surat, Daulatabad e Golconda con Burhanpur nelle vicinanze.
Per molti secoli fino al 1637 il regno ha pagato un tributo a diversi regnanti musulmani.
Quell'anno l'imperatore Moghul Shah Jahan mise suo figlio Aurangzeb al comando di una forza militare che annette facilmente il regno.
Il territorio fu sotto il controllo amministrativo di faujdar come parte della provincia di Khandesh.
L'ex Raja di Baglana non sopravvisse alla conquista e il suo successore fu convertito all'Islam.